# Staedtler
Staedtler Mars GmbH & Co. KG (pronunciació alemanya: [ˈʃtɛtlɐ]) és una multinacional alemanya de fabricació d'articles de papereria amb seu a Nuremberg. L'empresa va ser fundada per JS. Staedtler el 1835 i produeix una gran varietat de productes de papereria, com ara utensilis d'escriptura (incloent-hi instruments de dibuix tècnic), materials d'art i material d'oficina.
Staedtler afirma ser el major fabricant europeu de llapis de fusta, retroprojectors, portamines, mines, gomes d'esborrar i argiles per modelar. Staedtler compta amb més de 26 filials a tot el món i nou plantes de fabricació. Gairebé dos terços de la producció tenen lloc a les quatre plantes de producció de Nuremberg (Alemanya), encara que alguns dels seus productes es fabriquen al Japó. La seva línia de llapis "Noris" és molt comú a les escoles britàniques.

## Història
Els orígens de la marca es remunten al segle XVII, quan Friedrich Staedtler es va fer càrrec de la totalitat del procés de fabricació de llapis, des de la mina fins a la fusta. No obstant això, aquesta activitat va ser prohibida pel Consell de Nuremberg, que va establir que la fabricació havia de ser desenvolupada per dos experts diferents. Amb el temps, el treball de Staedtler va contribuir a abolir aquesta normativa, facilitant així el treball d'altres fabricants de llapis a Nuremberg.
L'empresa va ser fundada per Johann Sebastian Staedtler el 1835 com a fàbrica de llapis, establerta per primera vegada a Nuremberg, però les seves arrels es remunten a 1662, quan en els registres de la ciutat es fa referència a Friedrich Staedtler com a artesà fabricant de llapis. Staedtler va rebre el permís de l'ajuntament per produir mina negre, guix vermell i llapis de colors a la planta industrial. El 1866, l'empresa tenia 54 empleats i produïa 2.160.000 llapis a l'any.

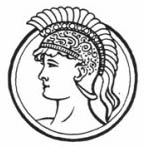
Primera versió del logotip amb el "cap de Mart", publicat el 1908

El 1900, Staedtler va registrar la marca Mars (que representava l'antic déu romà de la guerra), utilitzant el nom per a algunes línies de productes, llançant també el logotip del cap de Mart. El 1901, l'empresa va llançar la marca Noris.
El 1922 es va crear una filial als Estats Units (ubicada a Nova York), a la qual va seguir una filial japonesa quatre anys després. El 1937 es va canviar el nom a Mars Pencil and Fountain Pen Factory i es va ampliar la gamma de productes per incloure instruments d'escriptura mecànics. El 1949 va començar la producció de bolígrafs, que van començar a utilitzar-se àmpliament en lloc de les plomes estilogràfiques (encara que Staedtler segueix produint aquestes últimes actualment).
El 1950 es van començar a fabricar portamines, sent els primers de fusta. Quatre anys més tard, es va registrar la marca "Lumocolor". Aquesta marca es va utilitzar per dissenyar l'àmplia gamma de retoladors Staedtler. El cap de Mart es va convertir en el logotip definitiu de Staedtler el 1958. Aquest logotip ha tingut diverses modificacions d'estil des de llavors, l'última el 2001.
El 1962, l'empresa va començar a produir bolígrafs tècnics. A la dècada de 1970, Staedtler va comprar la fàbrica de Neumarkt, que solia ser la fàbrica d'Eberhard Faber. Tot i això, el 2009 Staedtler va vendre els drets de la marca "Eberhard Faber" a Faber-Castell, encara que l'empresa va conservar la fàbrica de Neumarkt, on Staedtler fabrica actualment llapis de fusta.
A partir del 2010, Fimo (productes de plastilina), Mali, Aquasoft i altres marques es van comercialitzar sota el nom de Staedtler. A més, l'empresa va celebrar el seu 175è aniversari aquest mateix any.

## Productes
El gràfic següent conté totes les línies de productes Staedtler:

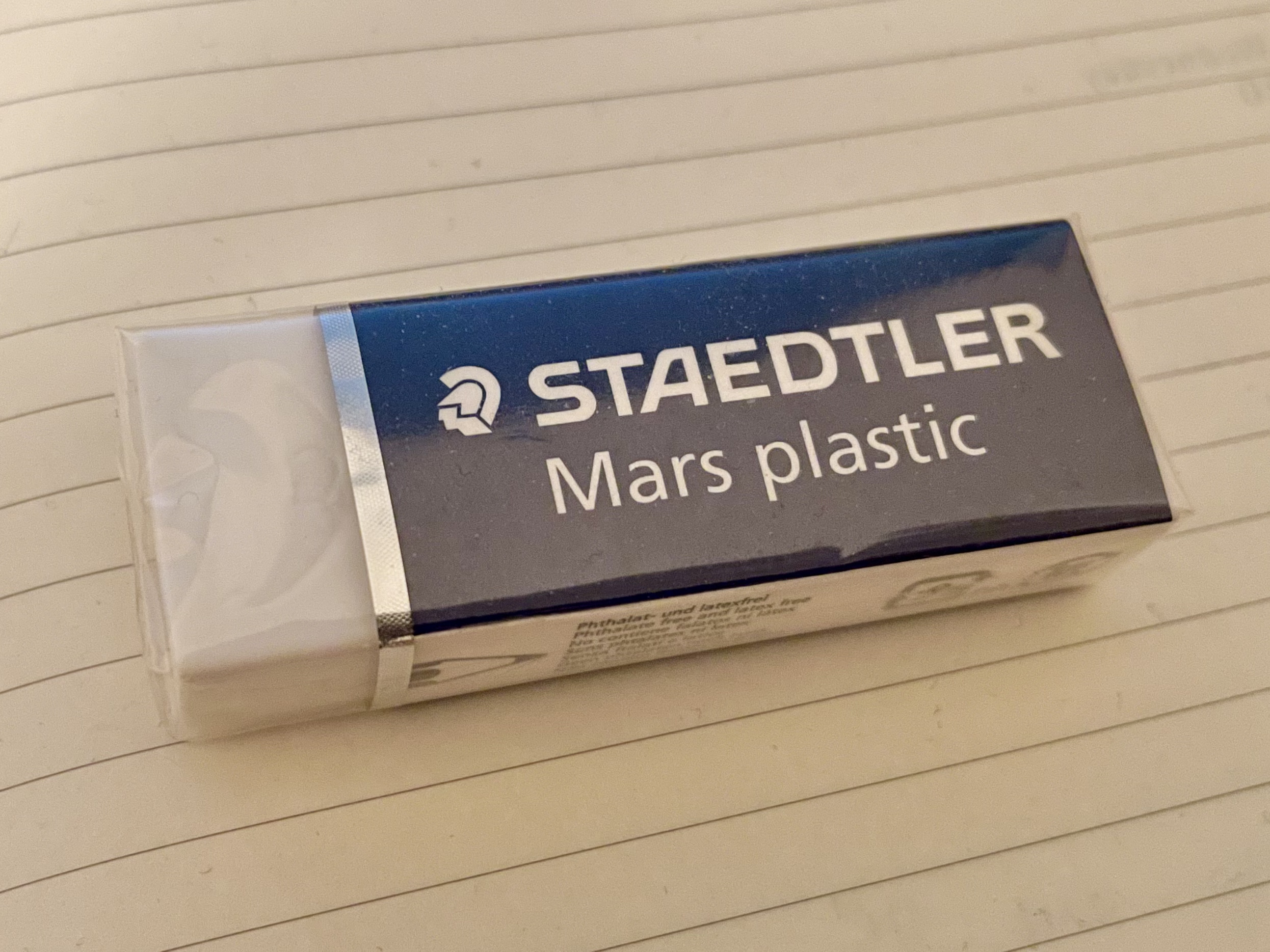
Producte d'esborrar de plàstic de Staedtler's Mars

| Categoria                | Productes                                                                                           |
| ------------------------ | --------------------------------------------------------------------------------------------------- |
| Instruments d'escriptura | Llapis de grafit, llapis mecànics, minas, retoladors, subratlladors, bolígrafs, bolígrafs, recanvis |
| Dibuix tècnic            | Bolígrafs tècnics, brúixoles, regles, quadres de joc, taulers de dibuix, guies de lletres           |
| Materials artístics      | Llapis de colors, llapis de colors, guixos, pastissos a l'oli, pintures, fang de modelar, tintes    |
| Accessoris               | Gomes d'esborrar, maquines de llapis                                                                |

## Premis
Staedtler ha guanyat premis pels seus productes, més recentment pels llapis de grafit Wopex (dissenyats amb "Disseny d'Equips") i la línia Triplus.

### 2008
- Premi Red Dot, marcadors Lumocolor Twister Dry[13]

### 2009
- Compost bio de l'any, llapis de grafit Wopex[14]
- Premi ISH Design Plus, llapis de grafit Wopex[15]
- Premi Red Dot, llapis mecànics Triplus 776[16]

### 2011
- Premi Red Dot, bolígrafs Triplus 426[17]